# Kurungan Nyawa III
Kurungan Nyawa III is een bestuurslaag in het regentschap Ogan Komering Ulu van de provincie Zuid-Sumatra, Indonesië. Kurungan Nyawa III telt 1265 inwoners (volkstelling 2010).